# Саид Таджуддин
Саид Таджуддин (малайск. Syed Thajuddeen; род. 23 августа 1943 года, Алаган-Кулам, Мадурай, Индия) — малайзийский художник.

## Краткая биография
Полное имя (малайск. Syed Thajuddeen Shaik Abu Talib). Родился в Индии. В Малайзии живет с 1954 года. Здесь в Пинанге уже проживали его родители. Обучался живописи в Колледже искусств и художественного ремесла в Мадрасе (1968—1974). В 1974—1976 годах преподавал живопись в Технологическом институте МАРА (Петалинг-Джая), в 1977—2001 годах работал в отделе по связи с общественностью в Объединённом Азиатском Банке (с 1987 года носит название Международный коммерческий банк Бумипутра). Проживает в Петалинг-Джае.

## Творчество
Работает преимущественно маслом. Картины художника эмоциональны и поэтичны, отличаются пластичностью фигур, изяществом линий, гармонией цвета. Выразительны женские лица с преувеличенно удлиненным разрезом миндалевидных глаз ("Томление по любви, 1988). Стилистика многих работ сопоставима с персидскими миниатюрами или росписями пещер и храмов Аджанты. К числу лучших работ относятся созданный в 1972—1973 годах триптих «Рамаяна», а также цикл монументальных полотен о Малаккском султанате (1980-е). Его любимый художник Гоген.
Написал более 1000 работ. Участвовал в более чем 20 коллективных выставках в Англии, Бангладеш, Бельгии, Индии, Индонезии, Китае, Малайзии, ОАЭ, США, Таиланде, Тайване, ФРГ. Картины художника экспонировались также на Всемирной универсальной выставке «ЭКСПО-2010» в Шанхае. Провёл восемь персональных выставок: Куала-Лумпур (1975, 1997, 2002, 2004, 2006), Пинанг (1975, 2015), Сингапур (2015). Работы художника хранятся в Национальной картинной галерее Малайзии и Сингапурском музее изобразительных искусств.

## Награды
- Премия Картинной галереи Пинанга (2015)[4]

## Произведения художника в России
- Картина художника «Томление любви» использована в дизайне обложки книги рассказов малайзийских писателей «Женщина, упавшая с неба»[5][значимость факта?].
- Картины художника использованы в оформлении сборника женской поэзии Малайзии "Цветы далёких берегов"[6]

## Семья
Жена Кул Сиа Бегам (1945 г.р.). Дочь Кул Санофер (1974 г.р.) окончила Международный исламский университет в Куала-Лумпуре. Сын Саид Фазал (1982 г.р.) окончил Университет Нового Южного Уэллса в Австралии. Оба по образованию инженеры.